# 의정부국제음악극축제
의정부음악극축제는 경기도 의정부시 의정부 예술의전당 및 의정부 시내 일원에서 개최하는 음악극을 중심으로 하는 공연예술축제이다.

## 축제 역사
- 2004년 문화체육관광부 특성화 연극제 육성사업지정
- 2005년 경기도 방문의 해 10대 기념축제
- 2005년, 2007년, 2008년, 2009년 문화체육관광부 축제 평가 최우수 축제 선정
- 2010년 (재)예술경영지원센터 실시 문화예술축제·행사 전문가 인지도 8위(전국 100여개 지역대표 축제·행사 대상)
- 2010년, 2011년 문예진흥기금지원 예술행사 평가 우수축제 선정
- 2014년, 2015년 문화체육관광부 공연예술제 관광자원화 지원사업 선정
- 2015년 경기도 10대축제 선정